# La Esperanza, Angel R. Cabada
La Esperanza är en ort i Mexiko.   Den ligger i kommunen Angel R. Cabada och delstaten Veracruz, i den sydöstra delen av landet, 400 km öster om huvudstaden Mexico City. La Esperanza ligger 39 meter över havet och antalet invånare är 198.
Terrängen runt La Esperanza är platt åt nordväst, men åt sydost är den kuperad. Runt La Esperanza är det ganska tätbefolkat, med 96 invånare per kvadratkilometer. Närmaste större samhälle är Angel R. Cabadas, 2,0 km väster om La Esperanza. Omgivningarna runt La Esperanza är en mosaik av jordbruksmark och naturlig växtlighet.